# Hasle-Løren Idrettslag
Hasle-Løren Idrettslag, bildad 1911 som Hasle Fotballklub, är en idrottsförening i Oslo i Norge. ishockeylag vann norska mästerskapet tre gånger på 1970-talet och klubben blev också den norska mästaren för kvinnor i Bandy sex år i rad från 1989 till 1994.

## Idrotter
- Bandy
- Fotboll
- Ishockey
- Skidsport
- cykling

## Mästerskap i ishockey
- Norska mästare: 1972, 1974, 1976
- Seriemästare: 1971/72, 1972/73, 1974/75